# Vincenz Franz Kostelecky
Vincenz Franz Kostelecky, auch Vincenz Franz Kosteletzky, (* 13. März 1801 in Brünn-Kumrowitz; † 18. August 1887 in Prag) war ein böhmischer Botaniker und Arzt. Sein offizielles botanisches Autorenkürzel lautet „Kostel.“

## Leben und Wirken
Kostelecky studierte Medizin in Prag (Promotion 1842) und war Assistent von Johann Christian Mikan, dessen Nachfolger er nach dessen Ausscheiden 1831 als Professor für medizinisch-pharmazeutische Botanik wurde (mit der Ernennung zum ordentlichen Professor 1835). Nach Umorganisation der Universität Prag wurde er Professor für Botanik. 1852/53 und 1868/68 war er Rektor der Universität. 1872 wurde er emeritiert. Er war vor allem an Systematik und Pharmazeutischen Anwendungen der Botanik interessiert und veröffentlichte ein umfangreiches Handbuch der Heilpflanzen. Er war auch für seine Lehre bekannt und leitete den Botanischen Garten in Prag.
Er wirkte in Prag auch als Armenarzt in der Cholera-Epidemie um 1830 und hinterließ, da er keine Kinder hatte, sein Vermögen wohltätigen Zwecken.

## Ehrungen
Kostelecky zu Ehren wurde die Gattung Kosteletzkya C. Presl aus der Familie der Malvengewächse (Malvaceae) benannt. Auch einige Pflanzenarten wie der Steppen-Thymian (Thymus kosteleckyanus Opiz) wurden nach ihm benannt.

## Schriften
- Clavis analytika in Floram Bohemiae phanerogamicam, Prag 1824
- Allgemeine medicinische pharmaceutische Flora, 6 Bände, Prag, 1831–1836
- Index plantarum horti caesarei regii botanici Pragensis, Prag 1844
- Allgemeine medizinisch-pharmazeutische Flora: Enthaltend die systematische Aufzählung und Beschreibung sämmtlicher bis jetzt bekannt gewordenen Gewächse aller Welttheile in ihrer Beziehung auf Diätetik, Therapie und Pharmazie, nach den natürlichen Familien des Gewächsreiches geordnet, 1836